# Authadistis
Authadistis is een geslacht van vlinders van de familie spinneruilen (Erebidae).

## Soorten
- A. camptogramma Hampson, 1916
- A. metaleuca Hampson, 1902
- A. nyctichroa Hampson, 1926